# Ferus Smit FS 11000
Der Typ FS 11000 (teilweise auch als FS 10500 bezeichnet) ist ein Frachtschiffstyp der Werft Ferus Smit in Westerbroek. Von dem Typ wurden fünf Einheiten für die niederländische Flinter Groep gebaut.

## Geschichte
Die Schiffe des Typs wurden zwischen 2009 und 2011 auf der Werft Ferus Smit für Einschiffsgesellschaften der Flinter Groep gebaut. Sie wurden hier als Typ A bezeichnet und unter niederländischer Flagge betrieben.
Infolge der Insolvenz der Flinter Groep im Herbst 2016 wurden die Schiffe verkauft bzw. versteigert. Drei Schiffe kamen zur Management Facilities Group in Farmsum, zwei zu Thorco Shipping in Hellerup. Alle fünf Schiffe wurden wenig später erneut verkauft. Ein Schiff ging an das niederländische Unternehmen Vertom, vier weitere an die irische Reederei Arklow Shipping. Die Schiffe bilden dort die D-Klasse und fahren unter der Flagge Irlands.

## Beschreibung
Die Schiffe werden von einem Achtzylinder-Viertakt-Dieselmotor mit 4000 kW Leistung angetrieben. Der Caterpillar-Motor (Typ: Mak 8M32) wirkt auf einen Verstellpropeller. Die Schiffe erreichen eine Geschwindigkeit von rund 14 kn. Sie sind mit einem Bugstrahlruder mit 573 kW Leistung ausgestattet.
Für die Stromerzeugung stehen ein von der Hauptmaschine angetriebener Stamford-Generator mit 680 kW Leistung (850 kVA Scheinleistung) sowie zwei von jeweils einem Mitsubishi-Dieselmotor (Typ: S6B3-MPTA) mit 310 kW Leistung angetriebene Generatoren (388 kVA Scheinleistung) und ein Notgenerator mit 105 kW Leistung (131 kVA Scheinleistung) zur Verfügung.
Das Deckshaus befindet sich im Heckbereich der Schiffe. Es verfügt über vier Decks mit Einrichtungen für die Schiffsbesatzung und die Brücke. An Bord sind elf Einzelkabinen für die Besatzung eingerichtet. Zusätzlich steht eine weitere Kabine als Reserve zur Verfügung. Hinter dem Deckshaus ist ein Freifallrettungsboot installiert. Im Rumpf unterhalb des Deckshauses ist der Maschinenraum untergebracht.
Vor dem Deckshaus befinden sich zwei boxenförmige Laderäume. Laderaum 1 ist 32,4 Meter lang, 13,2 Meter breit sowie 10,65 Meter hoch. Er verjüngt sich im vorderen Bereich auf einer Länge von 10,4 Metern auf 6,2 Meter Breite. Laderaum 2 ist 63,5 Meter lang, 13,2 Meter breit und 10,65 Meter hoch. Laderaum 1 wird mit fünf, Laderaum 2 mit zehn Stapellukendeckeln verschlossen. Die Lukendeckel können mithilfe eines Lukenwagens bewegt werden. Zur Unterteilung der Laderäume stehen aus zwei 5,25 Meter breiten Paneelen bestehende Schotten zur Verfügung, die an zwei Positionen im Laderaum 1 oder an vier Positionen im Laderaum 2 aufgestellt werden können. Die Paneele können auch als Zwischendeck genutzt werden. Sie unterteilen den Laderaum dann in einen 5,35 Meter hohen unteren und einen 4,5 Meter oberen Raum. Der Rauminhalt der beiden Räume zusammen beträgt 13008 m³. Die Tankdecke kann mit 15 t/m², das Zwischendeck mit 3,5 t/m² und die Lukendeckel mit 1,75 t/m² belastet werden.
Die Schiffe sind für den Transport von Containern geeignet. Die Containerkapazität beträgt 365 TEU. 189 TEU können in den Laderäumen, 176 TEU an Deck geladen werden.
Die Rümpfe der Schiffe sind eisverstärkt (Eisklasse 1A).

## Schiffe
| FS 11000         | FS 11000  | FS 11000   | FS 11000                            | FS 11000                                           |
| Bauname          | Baunummer | IMO-Nummer | Stapellauf Ablieferung              | Spätere Namen und Verbleib                         |
| ---------------- | --------- | ---------- | ----------------------------------- | -------------------------------------------------- |
| Pioneer          | 396       | 9504102    | 21. November 2009 15. Januar 2010   | 2016: Rome, 2017: Pioneer, 2022: Kaie              |
| Flinter America  | 397       | 9504114    | 10. April 2010 6. Mai 2010          | 2017: America, 2018: Arklow Dusk, 2022: Launkalne  |
| Flinter Arctic   | 398       | 9504126    | 18. September 2010 15. Oktober 2010 | 2017: Arctic, 2018: Arklow Dale, 2022: Longwolf    |
| Flinter Atlantic | 399       | 9504138    | 29. Januar 2011 24. Februar 2011    | 2016: Rotterdam, 2017: Arklow Dawn, 2022: Longwood |
| Flinter Aland    | 400       | 9504140    | 14. Mai 2011 9. Juni 2011           | 2016: Riga, 2017: Arklow Day, 2022: Helme          |